# Vanilla Ice
Vanilla Ice, születési nevén Robert Matthew van Winkle (Dallas, Texas, 1967. október 31. –) amerikai rapper, színész. Leghíresebb dala az "Ice Ice Baby". Apját soha nem ismerte, anyja pedig korán elvált tőle, amikor Ice  négyéves volt. Már kis korában érdeklődött a rapzene iránt, és elhatározta, hogy ezzel fog foglalkozni. 1985-ben break-táncosként működött, valamint neves rappereket konferált fel egy fesztiválon. Igazi sikereit a 90-es években érte el, amikor albumait megjelentette és az "Ice Ice Baby" száma is megjelent. A kilencvenes években a kábítószerekre is rászokott.
Több filmben is szerepelt, például a 2012-es Apa ég! című vígjátékban önmagát játszotta. Ezen kívül több tévésorozatban is megjelent, ki is lett parodizálva egy pár műsorban, például a Tündéri keresztszülők rajzfilmsorozat egyik epizódjában is szerepelt animált formában, ahol szőnyegtisztítóként tevékenykedett (amely egy utalás lehet a rapper saját készítésű műsorára, a The Vanilla Ice Project-re, melyben házak felújításával foglalkozik).

## Diszkográfia
Stúdióalbumok
- Hooked (1989)
- To the Extreme (1990)
- Extremely Live (1991)
- Mind Blowin' (1994)
- Hard to Swallow (1998)
- Bi-Polar (2001)
- Platinum Underground (2005)
- Vanilla Ice is Back! (2008)
- W.T.F (Wisdom, Tenacity and Focus) (2011)

## Filmográfia
- Ice Baby (1991)

- Az új fiú (2002)